# CXXC1
CXXC1‏ (CXXC finger protein 1) هوَ بروتين يُشَفر بواسطة جين CXXC1 في الإنسان.